# Slowly We Rot
Slowly We Rot je prvi studijski album američkog death metal-sastava Obituary objavljen 14. lipnja 1989. godine. To je jedan od najvažnijih albuma u žanru death metal. Album objavila Diskografska kuća Roadrunner Records. Drugi je put bio pušten u prodaju 1997. godine s dvije demopjesme "Find the Arise" i "Like the Dead". Jedini je studijski album s basistom Danielom Tuckerom. Nakon objave albuma sastav je također napustio gitarist Allen West.

## Popis pjesama
Tekstovi: John Tardy, glazba: Obituary.
| 1.    | »Internal Bleeding« | 3:02 |
| 2.    | »Godly Beings«      | 1:55 |
| 3.    | »'Til Death«        | 3:56 |
| 4.    | »Slowly We Rot«     | 3:38 |
| 5.    | »Immortal Visions«  | 2:25 |
| 6.    | »Gates to Hell«     | 2:48 |
| 7.    | »Words of Evil«     | 1:55 |
| 8.    | »Suffocation«       | 2:35 |
| 9.    | »Intoxicated«       | 4:40 |
| 10.   | »Deadly Intentions« | 2:09 |
| 11.   | »Bloodsoaked«       | 3:11 |
| 12.   | »Stinkupss«         | 2:59 |
| 35:13 |                     |      |

| Dodatne pjesme na izdanju iz 1997. | Dodatne pjesme na izdanju iz 1997. | Dodatne pjesme na izdanju iz 1997. | Dodatne pjesme na izdanju iz 1997. | Dodatne pjesme na izdanju iz 1997. | Dodatne pjesme na izdanju iz 1997. | Dodatne pjesme na izdanju iz 1997. | Dodatne pjesme na izdanju iz 1997. | Dodatne pjesme na izdanju iz 1997. | Dodatne pjesme na izdanju iz 1997. |
| Br.                                | Skladba                            | Trajanje                           |                                    |                                    |                                    |                                    |                                    |                                    |                                    |
| ---------------------------------- | ---------------------------------- | ---------------------------------- | ---------------------------------- | ---------------------------------- | ---------------------------------- | ---------------------------------- | ---------------------------------- | ---------------------------------- | ---------------------------------- |
| 13.                                | »Find the Arise« (demo)            | 2:39                               |                                    |                                    |                                    |                                    |                                    |                                    |                                    |
| 14.                                | »Like the Dead« (demo)             | 2:34                               |                                    |                                    |                                    |                                    |                                    |                                    |                                    |
| 40:30                              |                                    |                                    |                                    |                                    |                                    |                                    |                                    |                                    |                                    |

## Zasluge
Obituary
- John Tardy - vokali, tekstovi, glazba, miks
- Allen West - solo-gitara, glazba
- Trevor Peres - ritam gitara, glazba
- Donald Tardy - bubnjevi, glazba, miks
- Daniel Tucker - bas-gitara, glazba

Ostalo osoblje
- Rob Mayworth - naslovnica
- Tim Hubbard - fotografije
- Scott Burns - produkcija, inženjer zvuka
- Monte Conner - produkcija
- Mike Fuller - mastering